# Пащенко Наум Петрович
Наум Петрович Пащенко — матрос, військовослужбовець підрозділу Військово-Морських Сил Збройних Сил України, учасник російсько-української війни, який загинув у ході російського вторгнення в Україну в 2022 році.

## Життєпис
Народився 29 серпня 1995 року в місті м. Миколаєві.
Загинув 1 березня 2022 року в боях з російськими окупантами при обороні міста Маріуполя.

## Нагороди
- орден «За мужність» III ступеня (2022, посмертно) — за особисту мужність і самовіддані дії, виявлені у захисті державного суверенітету та територіальної цілісності України, вірність військовій присязі.